# Aérosol-doseur

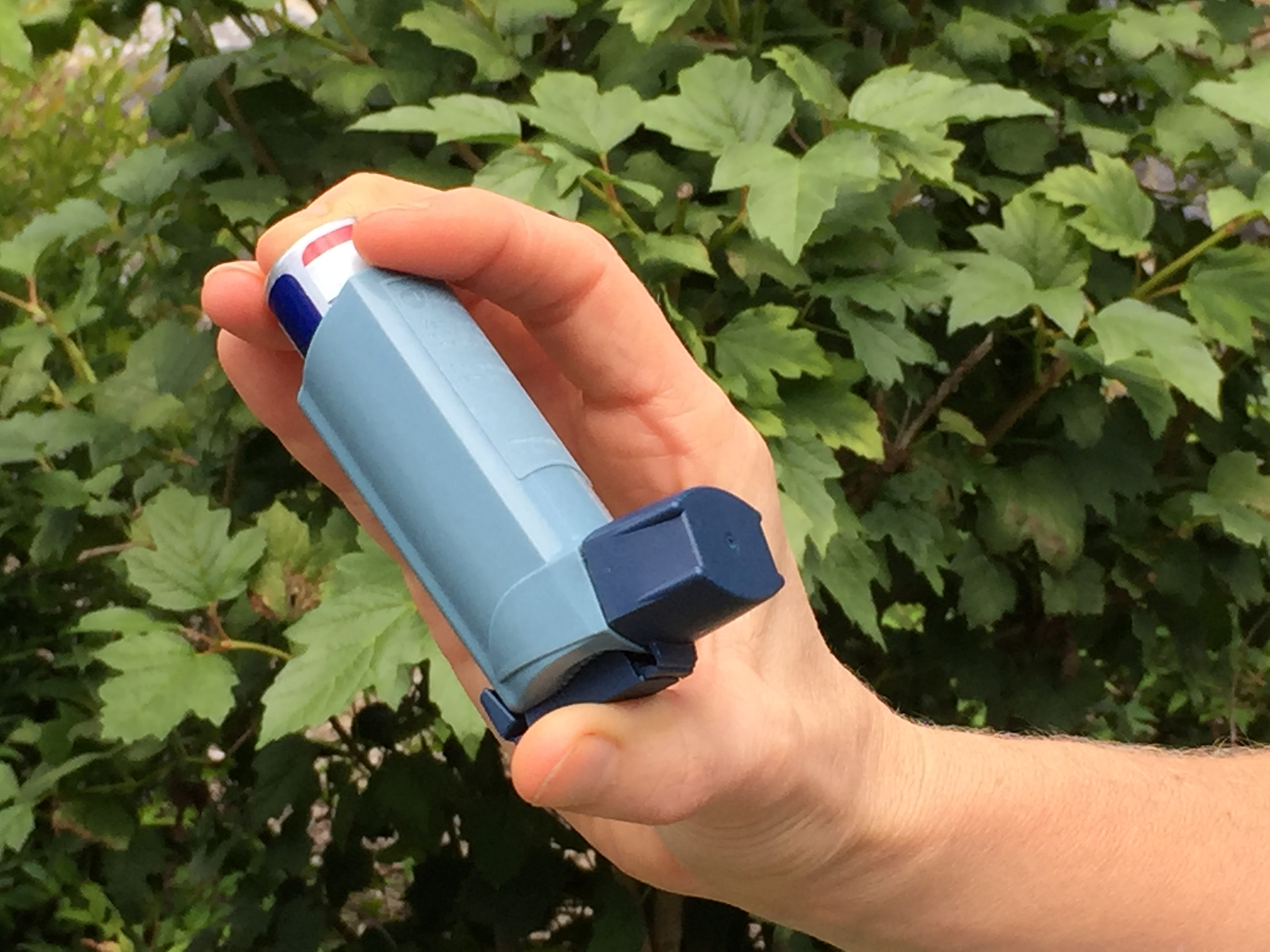
Un aérosol-doseur.

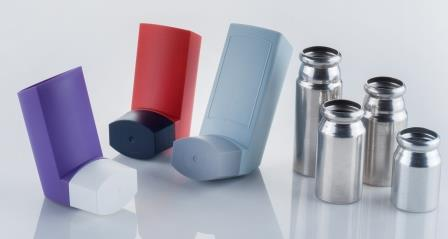
Médicaments sous forme d'aérosols-doseurs ; les réservoirs à droite.

Un aérosol-doseur, aussi appelé spray, « bombe » ou flacon pressurisé, est un système d'inhalation qui délivre une bouffée de médicament que le patient inspire pour soigner certaines affections respiratoires. Ce système s'emploie couramment pour traiter l'asthme, la bronchopneumopathie chronique obstructive (BPCO) et d'autres affections respiratoires. En général, le médicament administré est un bronchodilatateur, un corticoïde ou un mélange des deux. Plus rarement, l'aérosol-doseur contient des stabilisateurs de mastocytes, comme l'acide cromoglicique ou le nédocromil.

## Description
Un aérosol-doseur se compose de trois parties : le réservoir, en aluminium ou en acier inoxydable, qui contient le médicament ; la pompe, qui permet de dispenser une dose du médicament ; et un embout, pour que le patient puisse utiliser l'appareil et inspirer la bouffée dans ses poumons,. Le médicament contient le principe actif, un gaz liquide comme propulseur et, dans bien des cas, des excipients pour le stabiliser.
L'utilisation d'un aérosol-doseur peut être malcommode pour certaines personnes, notamment les petits enfants, mais il est possible d'y remédier avec une chambre d'inhalation.